# Марија Боровиченко
Марија Сергејевна Боровиченко (рус. Мария Сергеевна Боровиченко; Кијев, 21. октобар 1925 — Курска област, 14. јула 1943) је била совјетска болничарка, учесница Великог отаџбинског рата и херој Совјетског Савеза.

## Биографија
Пошто је била сироче, подигао ју је ујак у селу Мишоловка код Кијева. Након почетка Другог светског рата уписала је курс за медицинске сестре. Након немачког напада на Кијев побегла је и прикупила вредне информације 3. ватрогасном корпусу што је омогућило Совјетима да победе неке немачке трупе. То је Марији омогућило да се позиционира у војној служби. 13. августа 1941. рањена је у борби јужно од Кијева, али упркос томе наставила да спашава рањене. Касније је успела да зароби Немца са високим чином, чиме је скренула пажњу на себе. Ипак и сама је била заробљена у близини села Казатскоје, али је успела да побегне. 5. септембра су у повлачењу од Немаца морали да пребаце своје трупе преко реке Сејм. немци су покушали да напреве заседу на оштећеном мосту преко ове реке. Међутим Марија је видела ову намеру и убедила саборце да поставе митраљеско гнездо и обезбеде несметано повлачење. 17. септембра исте године успела је да зароби 10 немачких војника током извиђања. У једној битци је бацила гранату на непријатељски тенк и покрила саборца. Али у том моменту граната се активирала и страдала је од шрапнела. 
Постхумно је 6. маја 1965. године проглашена је за Хероја Совјетског Савеза. Школу коју је похађала у Кијеву носи њено име, а о њој је снимљен и филм 1965. године.